# Chronologie de Rennes
 (novembre 2008).
Si vous disposez d'ouvrages ou d'articles de référence ou si vous connaissez des sites web de qualité traitant du thème abordé ici, merci de compléter l'article en donnant les références utiles à sa vérifiabilité et en les liant à la section « Notes et références ».
| Présentation chronologique des principaux événements historiques survenus à Rennes, dans le département d'Ille-et-Vilaine, dans la région Bretagne. |

## Formes écrites anciennes
- nom gaulois : Condate
- Civitas Riedonum au IIIe siècle
- Civitas Redonum au IVe siècle
- Ecclesia Redonensis au Ve siècle
- Redonicum oppidum en 830
- Redonas oppidum en 850
- Urbe Redonensis, Urbs Redonis et Redhonis au XIIe siècle
- Renes et Rennes au XIVe siècle

## Antiquité
- Le peuple armoricain des Riedones fonde Condate ou Condatum en latin (nom qui signifie  « confluent » en gaulois), au confluent de l'Ille et de la Vilaine et en fait sa capitale.

### Époque romaine
- À l’époque romaine Condate devint Condate Riedonum, capitale de la civitas riedonum (cité des Riedones, du nom du peuple gaulois dont elle est le chef-lieu). La position stratégique de la ville contribue à en faire une ville d'importance. Vers l'ouest la principale voie romaine conduit de Condate à Vorgium (l'actuelle Carhaix) chez les Osismes.

- Le plus ancien Rennais connu est Titus Flavius Postuminus, dont le nom figure sur des stèles retrouvées à Rennes en 1968, quai Duguay-Trouin. Comme ses prénoms l'indiquent, il aurait obtenu la citoyenneté romaine sous la dynastie des Flaviens et sous le règne de Titus, c'est-à-dire entre 79 et 81 apr. J.-C. L'une des stèles nous dit, en latin, qu'il exerça toutes les charges publiques dans sa patrie, la Civitas Riedonum. Il fut deux fois duumvir et flamine à vie du dieu Mars Mullo.

- L’anarchie militaire et particulièrement la menace des bagaudes en 275 amène la cité à s'entourer d'une robuste muraille de briques, Rennes devient « la ville rouge » et réduit sa surface de 90 à 10 hectares.

- 497, Melaine, l’évêque de Rennes, joue un rôle important au traité de paix entre les Francs et les Armoricains. Il déclare : « Il faut faire la paix entre chrétiens ».

## Moyen Âge

### Haut Moyen Âge

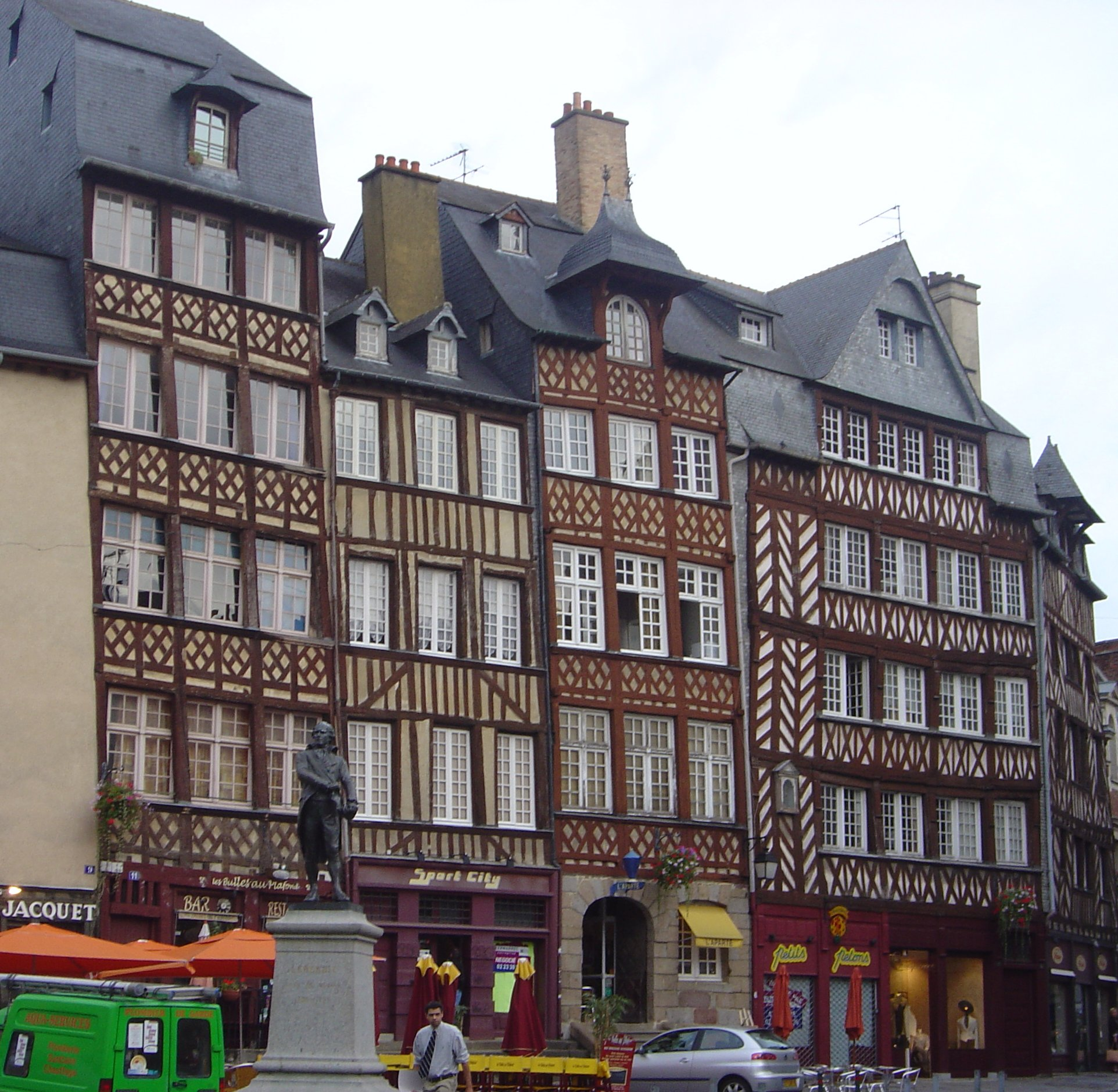
Maisons médiévales du centre de Rennes.

- À partir du Ve siècle, les Bretons occupent la partie occidentale de la péninsule armoricaine que l'on commence à appeler petite Bretagne, puis Bretagne tout court, tandis que les Francs prennent le reste de l'Armorique. Pour contenir la pression et éviter les incursions bretonnes, les Carolingiens instituent une marche de Bretagne comprenant les comtés de Rennes, de Nantes et de Vannes et dont le plus célèbre préfet est Roland de Roncevaux.

- 850, Nominoë et Lambert II de Nantes forcent les portes de Rennes. La garnison franque laissée dans les murs de la ville par Charles II le Chauve, fait sa reddition.

- 22 août 851, la bataille de Jengland oppose les troupes franques de Charles II le Chauve aux Bretons d’Erispoë. La victoire bretonne déboucha sur le traité d'Angers signé en septembre 851.

### Royaume de Bretagne
Politiquement franc sous le règne de son patron et bienfaiteur Louis le Pieux, Nominoë devient politiquement breton sous le règne de Charles II le Chauve. Les descendants de Nominoë et de son fils Erispoë font de Rennes leur fief et parviennent aussi à en faire la ville ducale et capitale de la Bretagne en dépit de quelques évènements contraires. Gurwant (?), Judicaël, Juhel, Conan Ier, sont les comtes de Rennes successifs au IXe siècle.
- Vingt cinq ans après l'arrivée musclée de Lambert et Nominoë à Rennes, c'est Gurwant gendre d'Erispoë, qui en l'an 875, bien que malade et moribond, inflige deux défaites successives au comte de Vannes Pascweten, grâce à sa cavalerie.

- En 875, après 25 ans, Gurwant n’a pas fait réparer les portes de Rennes. Pascweten est au courant. Les combats ont lieu un peu au sud de Rennes entre Gurwant et la grande armée de Pascweten. Sachant qu'ils étaient moins de 1 000 hommes contre nettement plus de 3 000 dans l'armée de Pascweten, les pessimistes qui avaient lâché Gurvant et rejoint Pascweten avaient accentué encore un peu plus ce déséquilibre. Gurwant dit à ses fidèles : « Ce n'est pas le nombre mais Dieu qui donne la victoire ! ». La bande viking d'Hasting en profita pour investir Rennes pendant la bataille comme convenu avec Pascweten. En 875, ils entrèrent facilement dans Rennes, mais ils ne s'attendaient pas à un retour victorieux de Gurwant dans sa ville. Comme à Brissarthe en 866, les Vikings d'Hasting dans une église, l'église Saint-Melaine. Mais ils n'ont en sortent au milieu de la nuit. Au petit matin, il n'y avait plus personne dans l'église.

En dépit de sa première défaite, Pascweten reprit bientôt la route de Rennes, après avoir appris que le moribond Gurwant était à l'agonie. Cette fois, le moribond infligea à Pascweten une défaite encore plus sévère que la précédente. Gurwant avait encore gagné, mais  épuisé par tant d'efforts, il rendit son dernier soupir en rentrant chez lui à Rennes. Pascweten ne vint pas à son enterrement. Quelques mois  plus tard, on apprit que Pascweten s'était fait tuer par ses mercenaires vikings qui avaient sans doute avec lui un différend financier. 
À Rennes, Judicaël qui avait pris la relève de Gurwant, son père, devint bientôt un adversaire redoutable et redouté des Vikings. À Vannes, Alain, qui avait succédé à son frère Pascweten, décida de se mettre d'accord avec Judicaël pour chasser les Vikings. Toutefois, Alain laissa le fougueux Judicaël s'en charger. Judicaël se fit tuer en poursuivant des Vikings, ce qui permit à Alain de devenir Alain le Grand en achevant le travail, les enfants de Judicaël n'ayant vraisemblablement pas l'âge de prendre le relais de leur père sur le terrain. 
Après la mort d'Alain Ier, les Vikings revinrent en force, forçant les descendants de la maison vannetaise de Pascweten à chercher refuge dans l'île de Bretagne, chez les rois saxons.
Rennes ne conserve pas par hasard le meilleur souvenir de son évêque Sylvestre de la Guerche, fondateur du quartier « Bourg l'Évêque », en fonction de 1078 à sa mort en 1093. Entre ces deux dates, il y eut en théorie une brève interruption de ses fonctions, puisqu'il fut temporairement déposé par le concile de Poitiers. Sylvestre Mainguené était le baron de La Guerche, père de famille aussi, mais veuf. Sa situation était tout à fait conforme aux usages dans l'Église bretonne, qui n'avait pas jusque-là l'habitude du célibat et du vœu de chasteté. S'il reprit sa place après que le concile de Poitiers l'eut déposé, c'est seulement parce que la population rennaise s'était soulevée pour le garder comme évêque. À contrario, son successeur, le prélat angevin Marbode, auteur dans sa jeunesse d'un vilain poème en latin sur Rennes, rejeté par les Rennais attendit trois ans pour venir prendre ses fonctions à Rennes, par la volonté du pape qui l'imposa aux Rennais.
- 1182 Henri II d’Angleterre assiège et s’empare de la ville.

### La Bretagne ducale

#### Guerre de succession  de Bretagne
- 1356 - 1357, pendant la guerre de Succession de Bretagne, la cité est assiégée par l'armée du duc de Lancastre, frère du roi d'Angleterre. Mais Bertrand Du Guesclin fait discrètement son entrée dans la ville prend la direction de sa résistance, laquelle est victorieuse. Appelé ailleurs, Lancastre renonce en 1357 à l'issue de près d'un an de siège anglais.

#### Anne de Bretagne (1477-1514)
- 1491, l’armée du roi de France Charles VIII, dirigée par son généralissime Louis II de La Trémoille assiège Rennes. La jeune duchesse Anne de Bretagne choisit sagement de capituler mais pas sans condition. Rennes n'est pas prise et l'armée royale reste hors des murs, Charles VIII ayant accepté de se contenter de sauf-conduits pour lui-même et sa petite délégation, vient y rencontrer la jeune duchesse Anne mais sans sa soldatesque.

Au XVe siècle, Rennes est une ville florissante.
- 1402 Sacre du Duc Jean V à la Cathédrale de Rennes.

- 1430-1448 Le développement urbain de Rennes se concrétise par le renforcement de la muraille primitive et l’édification d’une autre enceinte à l’Est de la première. Il subsiste aujourd’hui les portes mordelaises auxquelles est encore accolée une portion de muraille et du boulevard de défense avec ses casemates ; la tour Duchesne et un vestige bas de muraille (place de la Mission). Dans la cour entre la rue Motte-Fablet et derrière les maisons à pans de bois de la place Sainte-Anne est visible le fossé de la porte aux Foulons le long duquel ont été construites les maisons du faubourg Saint-Aubin - la Place Ste-Anne actuelle.

- 1463 Épidémie de peste.

- 1449-1476 La troisième enceinte complète les deux premières au Sud.

- 1467-1471 Construction d’un beffroi municipal, tour avec horloge publique, une grosse cloche aux armes de la ville fut fondue.

- 1489 Anne de Bretagne est couronnée duchesse, devant la Porte Mordelaise, elle a 11 ans.

- 1491 Siège de la cité par Charles VIII (Roi de France). Anne de Bretagne finit par se fiancer avec lui à Rennes en la chapelle Notre Dame de Bonne-Nouvelle dans le couvent des Jacobins. (Place Sainte-Anne).

## Époque moderne
- XVe siècle, la ville est administrée par un procureur des bourgeois, renouvelé chaque année et qui prend le titre de procureur-syndic à partir de 1568. Le titre de maire apparaît au XVIIe siècle.

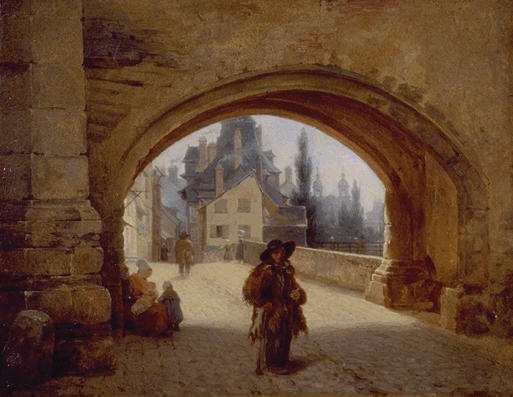
Hôpital Saint-Yves par Jean-Jacques Monanteuil.

- La ville dispose d’un bon réseau d’hôpitaux : léproserie de la Madeleine, fondée par le Duc, hôpital Saint-Jacques, dépendant du couvent des Cordeliers, hôpital Saint-Anne, créée en 1320, rue Saint-Malo et surtout l’hôpital Saint-Yves, fondé en 1358, le plus important de la ville.

- 1532 La Bretagne est définitivement rattachée à la France par l'Acte d’union de Vannes mis en œuvre et signé par François Ier, marié à Claude de France, (fille d’Anne de Bretagne et de Louis XII son second mari).

- 1536 fondation par la ville d’un collège, rue Saint-Thomas, confié aux Jésuites en 1603, il compta au plus fort de sa renommée 3000 élèves.

- 1551 création du Présidial de Rennes.

- En 1554, le roi Henri II, dernier duc de Bretagne en titre, décide de remplacer « les Grands jours » (les deux sessions annuelles tenues à Vannes jusqu’en 1550) par un « Parlement et siège de justice souveraine au duché de Bretagne ». Un bras de fer de 7 ans a lieu entre Rennais et Nantais pour l’obtention de son siège. Dans un premier temps, les séances du Parlement se tiennent  tous les 6 mois  alternativement à Rennes et à Nantes. Sur la supplique des Nantais, le roi Henri II accorde le siège à la ville de Nantes en juin 1557, ce qui provoque un tollé à Rennes. En 1561, Charles IX, la régente étant Catherine de Médicis, ordonne que « la séance ordinaire dudit Parlement sera et demeurera toujours ci-après en ladite ville de Rennes, sans que pour quelque cause et occasion que ce soit, elle en puisse à l’advenir estre ostée et transférée en ladite ville de Nantes, ni ailleurs. »

- 1598 Henri IV, roi de France, entre dans Rennes après être allé à Nantes signer l’Édit. Il loge au château de la Prévalaye. (Détruit par les Allemands en 1945, il en subsiste aujourd’hui le pigeonnier).

- 1618 Début de la construction du palais du Parlement de Bretagne, d'après les plans de Germain Gaultier (architecte de la Ville de Rennes) revus et corrigés par Salomon de Brosse (architecte de Marie de Médicis).

- 1624-1632 Épidémies de peste.

- 1655 Inauguration du palais du Parlement.

- Au XVIIe siècle, conséquence du rôle économique de la Bretagne au centre des trafics économiques maritimes entre l’Europe du Sud et celle du Nord, Rennes est la seconde place monétaire du royaume après Paris.

- 1675 Création de la promenade du mail, par le duc de Chaulme.

- En 1675, la révolte du papier timbré débute en Bretagne à Rennes le 3 avril. Le gouverneur de Bretagne, le duc de Chaulnes, ne dispose que de maigres troupes, l’armée étant occupée aux frontières par la guerre de Hollande. Mais à l’été, les régiments rendus disponibles ramènent l’ordre dans toute la péninsule, et pillent la ville en octobre-novembre. Rennes doit encore héberger d’autres régiments tout l’hiver, et perd le Parlement durant 15 ans, au profit de Vannes. La ville, qui vivait essentiellement de la présence du Parlement, voit sa population baisser durant cette période[1].

- À Rennes, un tiers de la rue Haute (l’actuelle rue Saint-Malo) est rasé par l’armée royale, et interdiction est faite sous peine de mort, de porter secours aux sans-abris.

- 1688 Installation de l’Intendance de Bretagne

- 1690 Retour du Parlement à Rennes.

- 1693 Création de l’office de maire perpétuel de ville de Rennes

- 1694 Rennes est soumise à une grande famine.

- 1710 Création du Consulat, Tribunal de commerce.

- 23 décembre 1720, Rennes est ravagé par un incendie, parti d’une boulangerie (près de la place du Calvaire actuelle). Pendant six jours, le grand incendie détruit les trois quarts de la ville (trente trois rues, et neuf cents maisons sont anéanties...) C’est Rallier du Baty, maire de l’époque, qui lance la reconstruction. Le bois est interdit en façade, les murs de refend en pierre deviennent systématiques. Les architectes Robelin puis Gabriel construiront la ville sur un plan à trame orthogonale et selon l’esthétique classique de cette époque. C’est la naissance de la place de la Mairie et du parlement de la rue le Bastard. Le centre-ville est construit en granit en apparence seulement puisque seuls les façades et les murs de refend des immeubles de rapports sont élevés en pierre, les planchers, les cloisons intérieures sont en bois selon les techniques constructives de l’époque, et les façades sur cour et leur coursives sont à pans de bois. Ce qui explique les façades de pierres penchées vers l’intérieur des immeubles de la rue de Bertrand par exemple, dont la structure de bois a travaillé, s’est tassée, sans compter les modifications apportées au cours des années aux structures de bois ce qui ne permettent plus le contreventement d’origine.

- 1734 Pose de la première pierre du nouvel hôtel de ville.

- 1735 Transfert de la Faculté de Droit, de Nantes à Rennes, fondée en 1461, par le duc François II, en conformité avec une bulle du pape Pie II.

- 1765 Achat par la ville du champ Beaumont, devenu la place du Champ de Mars.

- Début septembre 1788, un Britannique, Arthur Young fait son tour de France, séjourne quatre jours à Rennes et note la présence aux portes de la ville d’un camp de deux régiments de dragons et de quatre d’infanterie en raison du mécontentement des Rennais heurtés par « l’exil » de leur Parlement et la cherté du pain.

- Les 26 et 27 janvier 1789, une émeute éclate place du parlement entre les étudiants et les nobles. C’est la suspension des États de Bretagne. La bataille qui s’ensuit est décrite par Chateaubriand dans ses Mémoires d'outre-tombe comme le « premier sang de la Révolution ».

- 1790 Rennes totalise dix paroisses :
  - Saint-Étienne (env. 5 500 fidèles) ;
  - Saint-Aubin (env. 4 000 fidèles) ;
  - Saint-Martin (env. 2 000 fidèles) ;
  - Saint-Jean ;
  - Saint-Laurent (env. 2 000 fidèles) ;
  - Saint-Pierre-en-Saint-Georges (env. 1 000 fidèles) ;
  - Toussaints (env. 9 000 fidèles) ;
  - Saint-Hélier ;
  - Saint-Germain (env. 7 500 fidèle) ;
  - Saint-Sauveur (env. 2 000 fidèles),
- Les dates de fondation des paroisses déterminaient les préséances lors des processions ou autres. Le curé de Saint-Étienne portait le titre de « premier recteur de la ville ».

- - Jusqu’au XIXe siècle, Rennes est une ville ecclésiastique : en plus de dix églises, elle possède sept chapelles ; dix prieurés ; sept couvents d’hommes, dont celui des Jacobins, et treize couvents de femmes dont celui des Visitandines.

- - 1795 Le traité de paix entre royalistes bretons Chouans et républicains est signé au manoir de la Mabilais. (Encore visible aujourd’hui rue de la Mabilais).

## Histoire contemporaine
XIXe siècle Rennes devient une ville Militaire, de nombreux couvents sont transformés en casernes.

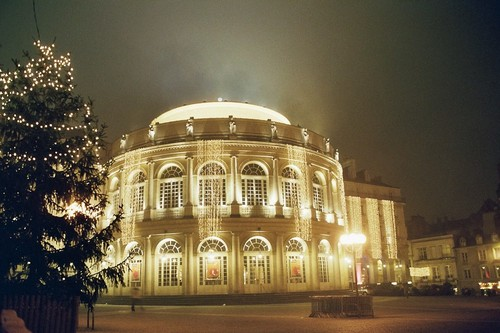
L'’Opéra, inauguré en 1831, le bâtiment de style néoclassique fait face à l’Hôtel de Ville.

- 1803 : création de l'École spéciale de médecine.

- 1806 : rétablissement de Faculté de Droit disparue à la Révolution

- 1810 : création de la Faculté de Lettres et en 1840 de la Faculté des Sciences.

- Les guides de voyage du XIXe siècle donnent une image terne de la ville.

- 1815 : création par les Eudistes du Collège Saint-Martin.

- 1831-1833 : construction du Théâtre-Opéra face à la Mairie.

- 1832 : mise en service du canal d'Ille-et-Rance.

- 1838 :  réalisation d'une usine à gaz.

- 1840 : construction des quais.

- 1842 : Mgr Saint-Marc fonde le Collège Saint-Vincent.

- 1849 : Concile régional de Rennes réunissant la province de Tours, d'après une initiative de Mgr Sibour, archevêque de Paris[2].

- 1857 : Le chemin de fer arrive à Rennes, la gare est construite au Sud de la ville ce qui permet de développer la ville dans sa partie méridionale tout en urbanisant davantage le Nord, partie noble de la ville (Place Sainte-Anne ; Place et Rue Hoche).

- 1859 : Construction d'un grand lycée public de garçons, avenue Janvier, par Jean-Baptiste Martenot, architecte de la ville.

- 1888 : Construction d'un réseau de tramway départemental à vapeur, rayonnant autour de Rennes, puis en 1897, inauguration du tramway urbain électrique.

- 1896 : Regroupement en université des facultés et des établissements d'enseignement supérieur de l'académie de Rennes.

- 1899 : lors de la révision de la célèbre affaire Dreyfus jugée à Rennes, c'est le monde entier qui débarque en gare de Rennes. Dreyfus est condamné malgré des appuis célèbres, comme celui de Jean Jaurès. Il est gracié quelques jours plus tard par le président de la République Émile Loubet.

- 1901 : Construction de l'hospice de Ponchaillou, en 1913 couverture de la Vilaine entre les ponts de Nemours et de Berlin.

L'entrée Nord de la gare de Rennes

- 1908 : Installation du lycée public de jeunes filles au 15, rue Martenot[3].

Pendant la Seconde Guerre mondiale, Rennes est occupée par les armées allemandes le 18 juin 1940, le lendemain d'un bombardement des voies de la gare de triage par trois avions allemands qui occasionna un millier de morts, soldats Britanniques, Français et réfugiés, stationnés dans des trains à côté d'un train de munitions. Le 17 septembre 1940 les Allemands fusillent Marcel Brossier, 33 ans, condamné pour sabotage de câble : un des premiers fusillés français pour acte de résistance. En 1943 (mars et mai) et en 1944 (juin) Rennes subit de lourds bombardements américains et britanniques qui firent un millier de victimes et détruisirent ou endommagèrent des centaines d'immeubles, dégâts auxquels s'ajoutèrent ceux occasionnés par la destruction des ponts par les Allemands à l'aube du jour de la libération de la cité par les troupes américaines du général Patton, le 4 août 1944. Aux lendemains de la guerre la ville devait accueillir, outre ses 100 000 habitants, quelque 50 000 prisonniers allemands parqués dans quatre camps.
- 1950-1990 : la construction des grands ensembles immobiliers, zones industrielles et de la rocade, ont condamné des édifices et des traces du passé formidables que la campagne préservait encore (Château de Bréquigny ; de Maurepas ; des Ormeaux ; manoir de la Motte au Chancelier ; du Grand-Cucillé…).

- 1960 : Rennes est une ville universitaire, son passé militaire s’estompe de plus en plus, mais la ville reste actuellement, le siège de la région militaire terre nord-ouest.

- 1970 : constitution du district urbain de Rennes avec 27 communes, transformé en 2000 en communauté d'agglomération, Rennes Métropole, actuellement 43 communes.

- 1978 : première édition des Rencontres Trans Musicales, 1980 premier festival des Tombées de la nuit.

- 1989 : le TGV arrive en gare de Rennes. De 1989 à 1992, rénovation de la gare de Rennes.

- 1997 : début des travaux du métro automatique VAL et le 15 mars 2002, Rennes devient la plus petite métropole du monde à se doter d'un métro. Une seconde ligne est actuellement en construction et ouvrira en 2020.